# بيت على فارع (أرحب)

تعديل مصدري - تعديل

بيت على فارع هي إحدى قرى عزلة حبار بمديرية أرحب التابعة لمحافظة صنعاء، بلغ تعداد سكانها 363 نسمة حسب تعداد اليمن لعام 2004.